# Lindsaea pickeringii
Lindsaea pickeringii är en ormbunkeart som först beskrevs av Brackenr., och fick sitt nu gällande namn av Georg Heinrich Mettenius och Oskar Kuhn. Lindsaea pickeringii ingår i släktet Lindsaea och familjen Lindsaeaceae. Inga underarter finns listade.